# Анно Хідеакі
Анно Хідеакі (яп. 庵野秀明) — японський режисер аніме та кінофільмів. Народився 22 травня 1960 року в Убе Японія. Одружений з манґакою Мойоко Анно (яп. 安野モヨコ) від 2002 року. Твори, режисовані Анно, відрізняються життєвістю й реалістичністю передачі емоцій. Однією з найвідоміших його робіт є аніме-серіал Neon Genesis Evangelion.

## Біографія

### Ранні роботи
Ще в шкільні роки Анно придбав 8-мм кінокамерою і почав знімати любительські фільми — пародії на популярні в ті роки художні ТБ-серіали. Тоді ж Анно став членом групи «Group Shado» — шкільній любительській студії, в якій малювали «аніме» на папері.
Переїхавши в 1978 році в Осаку, Анно поступив на режисерський факультет Осакського інституту мистецтв, де і познайомився з Ямаґою Хіроюкі, Акаемо Такамі та іншими своїми майбутніми колегами.
У інституті Анно продовжував знімати та брати участь в створенні любительських пародійних фільмів, поступово удосконалюючись в режисурі, графіці й спецефектах. Зокрема, він зняв і зіграв головні ролі у фільмах «Ультрамен» (1980) і «Покращений Ультрамен» (1981). Останній посів п'яте місце на інститутському конкурсі любительських фільмів.
У 1981 році Анно разом з друзями для фестивалю Nihon SF Taikai створили п'ятихвилинне аніме Daicon III, режисером якого став Ямаґа.
Тоді ж вони почали торгувати майками з НФ-символікою, моделями космічних кораблів і таке інше. Незабаром для продажу своїй продукції вони відкрили магазин «General Products» в Осаці, перший в Японії магазин в якому торгували такими товарами.
У 1982 році друзі створили любительську студію «Daicon Film». У тому ж році вийшов їх перший художній фільм «Загін патріотів Великої Японії». Для нього Анно створив меха-дизайни, спецефекти, прочитав закадровий текст, а також зіграв (у костюмі) одного з чудовиськ.
У тому ж 1982 року Ямаґа та Анно перебралися в Токіо і взяли участь в створенні розкадровування першої серії ТБ-серіалу «Гіперпросторова фортеця Макросс», але його талант залишався непоміченим до його участі в 1984-му в створенні фільму Міядзакі Хаяо «Наусіка з Долини Вітрів». Через брак художників-аніматорів, студія була вимушена помістити оголошення про вакансії у відомому японському журналі «Animage». Анно вирішивши брати участь в конкурсі на місце художника, зустрівся з Міядзакі і продемонстрував йому свої малюнки. Міядзакі був здивований якістю малювання, і найняв Анно займатися складними сценами з другої половини фільму.
Міядзакі і його компанія залишилися вельми задоволені роботою Анно, але той незабаром після завершення «Наушіки» влаштувався працювати на невелику анімаційну студію «GAINAX» як один з режисерів-постановників їх першого повнометражного фільму «Wings of Honneamise» (1987). Довгий час він залишався провідним аніме-режисером GAINAX, відповідаючи за такі твори, як «Gunbuster» (1988) і «Nadia: The Secret of Blue Water» (1990–1991). Проте в процесі роботи над «Nadia» Анно впав в тривалу депресію.

### Neon Genesis Evangelion
Наступним проєктом Анно став «Neon Genesis Evangelion», (1995–1996), що став згодом одним з найвідоміших серіалів в історії аніме. В процесі створення серіалу Анно намагався залишити замкнутий стиль життя отаку, вважаючи його якоюсь формою аутизму. З цієї та інших причин, сюжет «Євангеліону» з часом ставав все похмурішим і психологічним, попри те, що серіал робився з розрахунку на дитячий таймслот. Анно вважав, що немає чого обмежувати підлітків красивими й охайними казками, приховуючи від них реалії життя. Ближче до кінця серіалу словосполучення «здоровий глузд» було остаточно поховано під надгробним каменем психологізму, і останні дві серії відбуваються в деякому роді усередині свідомості головного персонажа. Спочатку глядацький рейтинг серіалу був не дуже високий, проте після перенесення показу в дорослий таймслот «Євангеліон» був прийнятий значно краще, і незабаром став одним з найрейтинговіших серіалів в Японії.
Після закінчення «Neon Genesis Evangelion», Анно отримав безліч листів від прихильників серіалу, незадоволених останніми двома серіями. Крім іншого, присилали навіть погрози й звинувачення в тому, що останніми двома серіями Анно знищив весь серіал. Частково тому в 1997-му студія почала випуск повнометражних фільмів «Evangelion: Death and Rebirth» і «The End of Evangelion», покликаних, нарешті, завершити сюжет «Євангеліона».

### Останні роботи
Після завершення «Євангеліона» Анно режисирував велику частину аніме-серіалу «His and Her Circumstances» — першої роботи GAINAX, поки спонсор серіалу і манґака не вирішили оголосити Анно відставку, залишивши серіал його заступникові Кадзуї Цурумакі. Після цього Анно знову зайнявся роботою з Хаяо Міядзакі та «Студією Ґіблі».
Анно також займався режисурою ігрових (live-action) повнометражних кінофільмів, знявши в 1998 «Love & Pop», екранізацію роману Рю Муракамі «Топаз 2» про ендзе-косай — «оплачувані побачення» — популярному серед японської молоді вид проституції. Другим ігровим фільмом Хідеакі став «Shiki-jitsu» («Ритуал» 2000), історія аніме-режисера, який закохався в дівчину, що страждає втратою зв'язку з реальністю. Фільм був створений на студії «Studio Kajino» (по мотивах роману Аяко Фуджітані.
Третім ігровим фільмом Анно стала екранізація манги «Cutie Honey», що вийшла весною 2004 року. Цей фільм, бувши несерйозною картиною про фантастичну супергероїню, сильно контрастує з його попередніми, реалістичнішими роботами в ігровому кіно. Пізніше в 2004 році, Анно керував (не як режисер) випуском трисерійного OVA-аніме «Re: Cutie Honey». Режисерами трьох серій є Хіроюкі Імаіші (перша серія), Такамічі Іто (друга) та Масаюкі (третя).
Хідеакі Анно виступив як актор у фільмах «Cha no aji» (2004) і «Naisu no mori: The First Contact» (2006).

## Фільмографія

### Аніме
- Wings of Honneamise (1987)
- Gunbuster (1988—1989)
- Nadia: The Secret of Blue Water (1990—1991)
- Neon Genesis Evangelion (1995—1996)
- Neon Genesis Evangelion: Death & Rebirth (1997)
- The End of Evangelion (1997)
- Love & Pop (1998)
- Kare Kano (1998—1999)
- Shiki-jitsu (2000)
- Cutey Honey (2004)
- Re: Cutie Honey (2004)
- Diebuster (2006)
- Evangelion: 1.0 You Are (Not) Alone (2007)
- Evangelion: 2.0 You Can (Not) Advance (2009)
- Evangelion: 3.0 You Can (Not) Redo (2012)
- Evangelion: 3.0+1.0 Thrice Upon a Time (2021)

### Фільми
| Рік  |   | Українська назва | Оригінальна назва  | Роль                |
| ---- | - | ---------------- | ------------------ | ------------------- |
| 2016 | ф | Шин Ґодзілла     | シン・ゴジラ       | режисер, сценарист  |
| 2022 | ф | Шин Ультрамен    | シン・ウルトラマン | продюсер, сценарист |
| 2023 | ф | Шин Камен Райдер | シン・仮面ライダー | режисер, сценарист  |